# Dior
Christian Dior SA (i daglig tale blot Dior) er et fransk selskab grundlagt af modeskaberen Christian Dior.

## Produktsortiment
Dior fremstiller og sælger bl.a.:
- Tøj i haute couture
- Accessories (solbriller, smykker etc.)
- Kosmetik
- Tasker og punge
- Sko
- Parfumer (bl.a. Poison, J'adore och Miss Dior Cheríe)

## Butikker
Dior har en række eksklusive butikker i større byer verden over.